# Cathy Dietrich
Cathy Dietrich, née le 21 avril 1987 à Obernai (Bas-Rhin), est une nageuse française spécialiste de la nage en eau libre. Cette jeune nageuse est en fait une nageuse de bassin (médaille de bronze aux championnats de France 2005 sur 800 m nage libre) qui a disputé sa première épreuve en eau libre en 2006, car les championnats de France de cette discipline se tenaient à Strasbourg, soit à 20 km de son domicile. Elle a alors décidé d'y tenter sa chance et a signé une belle performance sur le 5 km indoor en décrochant un titre de vice-championne de France 2006. Elle participe ensuite au 5 km en eau libre aux championnats d'Europe à Budapest sur le lac Balaton. Cathy décroche une nouvelle médaille d'argent qui la qualifie pour les mondiaux australiens en 2007.

## Palmarès
- Championnats d'Europe de natation 2006 à Budapest
  -  médaille d'argent sur 5 km en eau libre (1 h 01 min 52 s 3)